# Olmi-Cappella
Pour les articles homonymes, voir Olmi et Cappella.
Olmi-Cappella est une commune française située dans la circonscription départementale de la Haute-Corse et le territoire de la collectivité de Corse. Elle appartient à l'ancienne piève de Giussani.

## Géographie

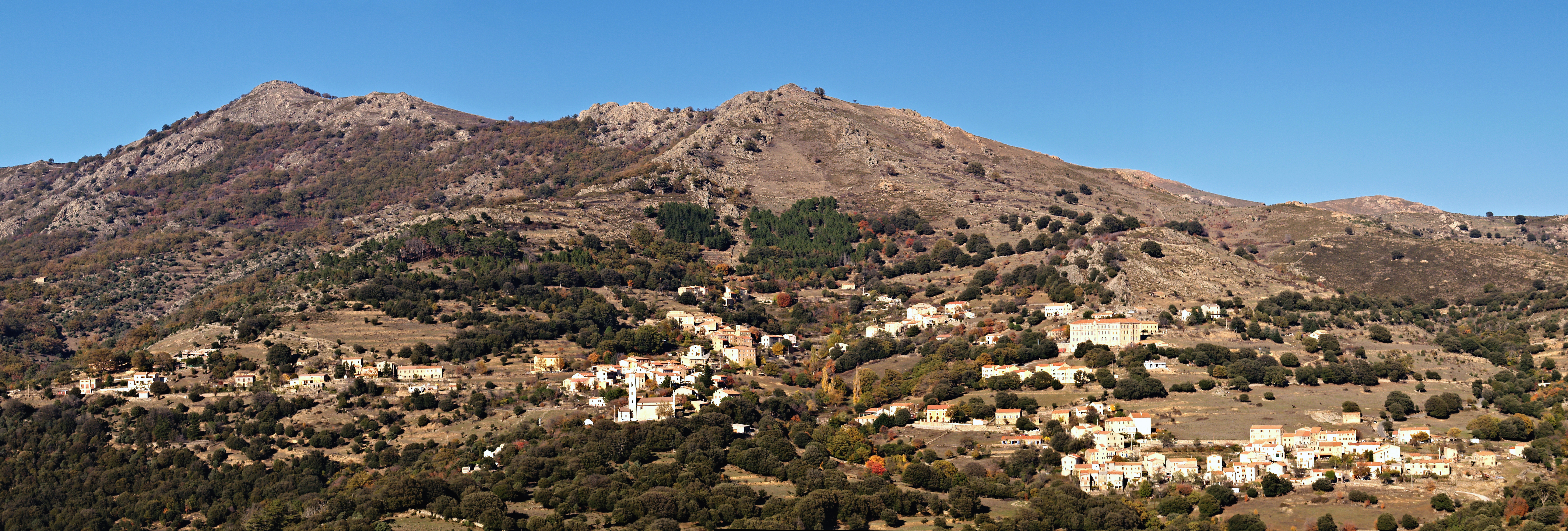
Panorama sur Olmi-Cappella.

### Situation
Avec Mausoléo, Pioggiola et Vallica, Olmi-Cappella est l'une des quatre communes de la piève de Giussani, une microrégion montagneuse de l'arrière-pays balanin située dans la partie septentrionale du parc naturel régional de Corse, au nord-ouest de l'île.
Avec une superficie de 51,1 km2, Olmi-Cappella occupe plus de la moitié du Giussani et est, a fortiori, la plus grande des quatre communes.
Communes limitrophes

### Géologie et relief
Géologie

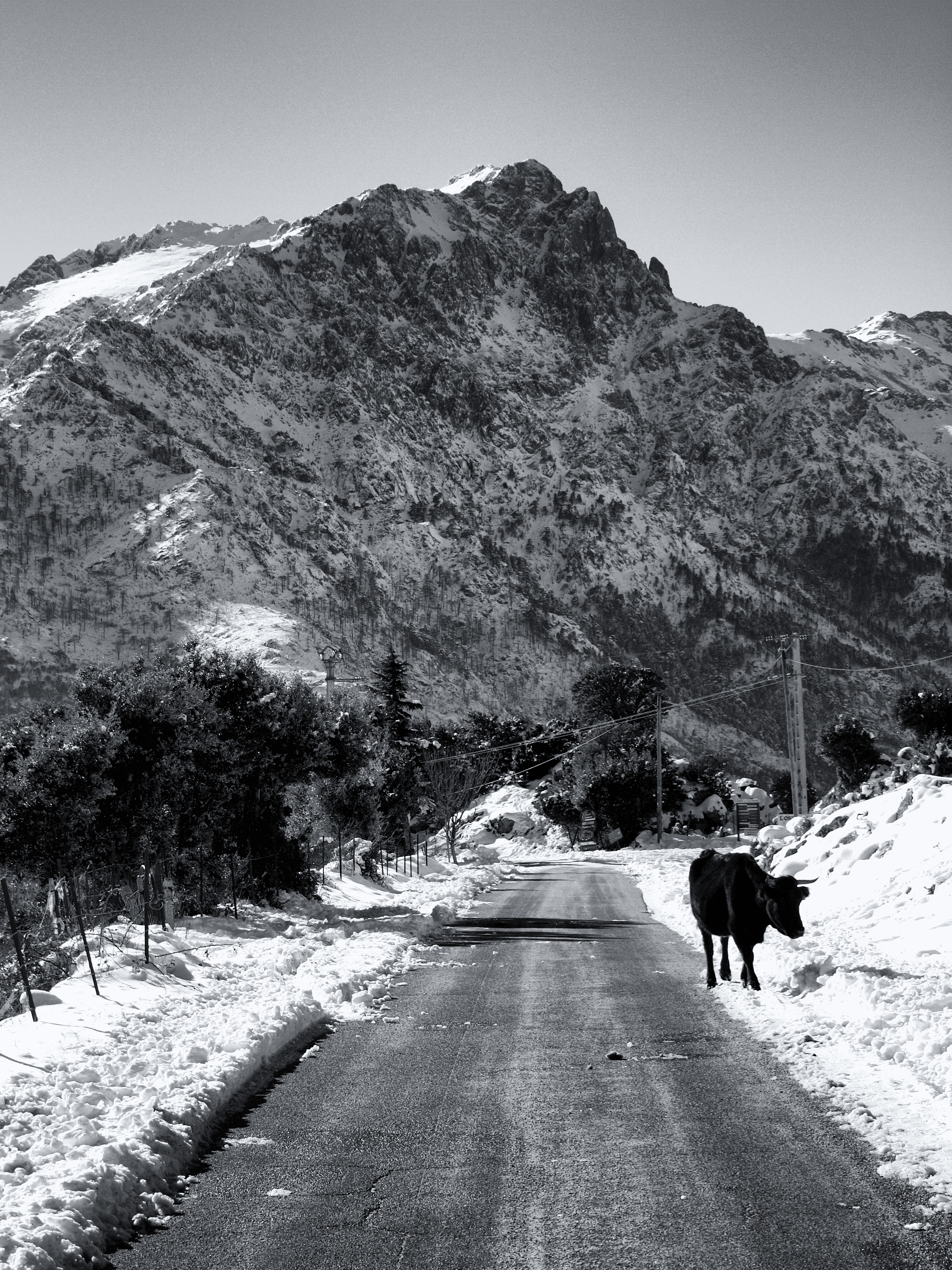
La D 963, route principale d'accès au Giussani, et le Monte Padro.

Olmi-Cappella se situe dans une zone de contact entre la Corse hercynienne et alpine. La géologie du sol est fortement marquée par la proximité du complexe annulaire du Monte Cinto. Le sous-sol est dominé par les roches plutoniques (granites principalement), volcaniques (rhyolites) et le métamorphisme (schistes, etc.).
Les sols sont siliceux, peu profonds (sols bruns acides), la roche mère étant principalement du granulite.
Le territoire de formation éruptive ancienne, est traversé du nord au sud par une bande de gneiss partant de l'embouchure du Regino et traversant la Balagne pour venir mourir en pointe près de Corscia, dans le bas Niolo.
Relief
La commune occupe une large bande de terre orientée sud-ouest/nord-est et présentant différents visages.
La partie nord-est, celle que l'on découvre en arrivant par la RN 2197, est dénudée, balayée par les vents de nord-ouest dominants. Le sol aride et apparemment peu fertile, est recouvert d'une rare végétation rase. Il a été mis à nu par de fréquents incendies ajoutés à la déforestation des siècles derniers. De nombreuses terrasses de cultures, de longs murs en pierre sèche et des pagliaghji (en français paillers) sont visibles sur de grandes distances. Ils attestent d'une relative prospérité jadis. Quelques arbres, des oasis de châtaigniers apportent une note de verdure en été sur ces terres brûlées par le soleil. Le maquis est essentiellement composé de cistes ras, de ronces, d'églantiers et de bruyères. Sur le bord de la D 963, sous la Bocca a Croce, se trouve la vieille fontaine d'Ombrese au débit violent en hiver.
Au centre, se trouvent la zone habitée avec les villages d'Olmi et de Cappella fusionnées de nos jours, et une forêt de châtaigniers, certains aux troncs énormes, auxquels se mêlent de grands chênes blancs.
Au sud-est, se situe la luxuriante forêt de pins larici de Tartagine, partie de la remarquable forêt de Tartagine-Melaja. L'endroit est riche en eau avec de nombreux ruisseaux dévalant les pentes du Monte Padro et du Monte Corona, et se jetant dans la Tartagine.
Limites territoriales
La commune est bordée à l'ouest par un vaste cirque montagneux comprenant de très haut sommets, notamment le Monte Padro (2 390 m), le plus sommet de la commune, qui est aussi le sommet emblématique du Giussani.
Ses limites septentrionales, qui sont également celles du P.N.R.C., sont définies par un petit chaînon de montagnes arrondies comportant à gauche, la Bocca-di-U-Prunu, un col à 734 mètres d'altitude franchi par la route D963, et à droite le col de San Colombano à 692 mètres situé sur la RN 2197.
À l'est, ses limites descendent jusqu'à Vallica ; elles sont également celles du parc naturel régional de Corse.
Au sud, ses limites sont matérialisées par la ligne de crête d'un chaînon secondaire d'épaulant au Monte Corona (2 144 mètres) sur la dorsale de l'île, orienté à l'E-NE et comprenant des sommets remarquables tels la Cima di a Statoghia (2 305 mètres) et le Monte Padro.

### Hydrographie

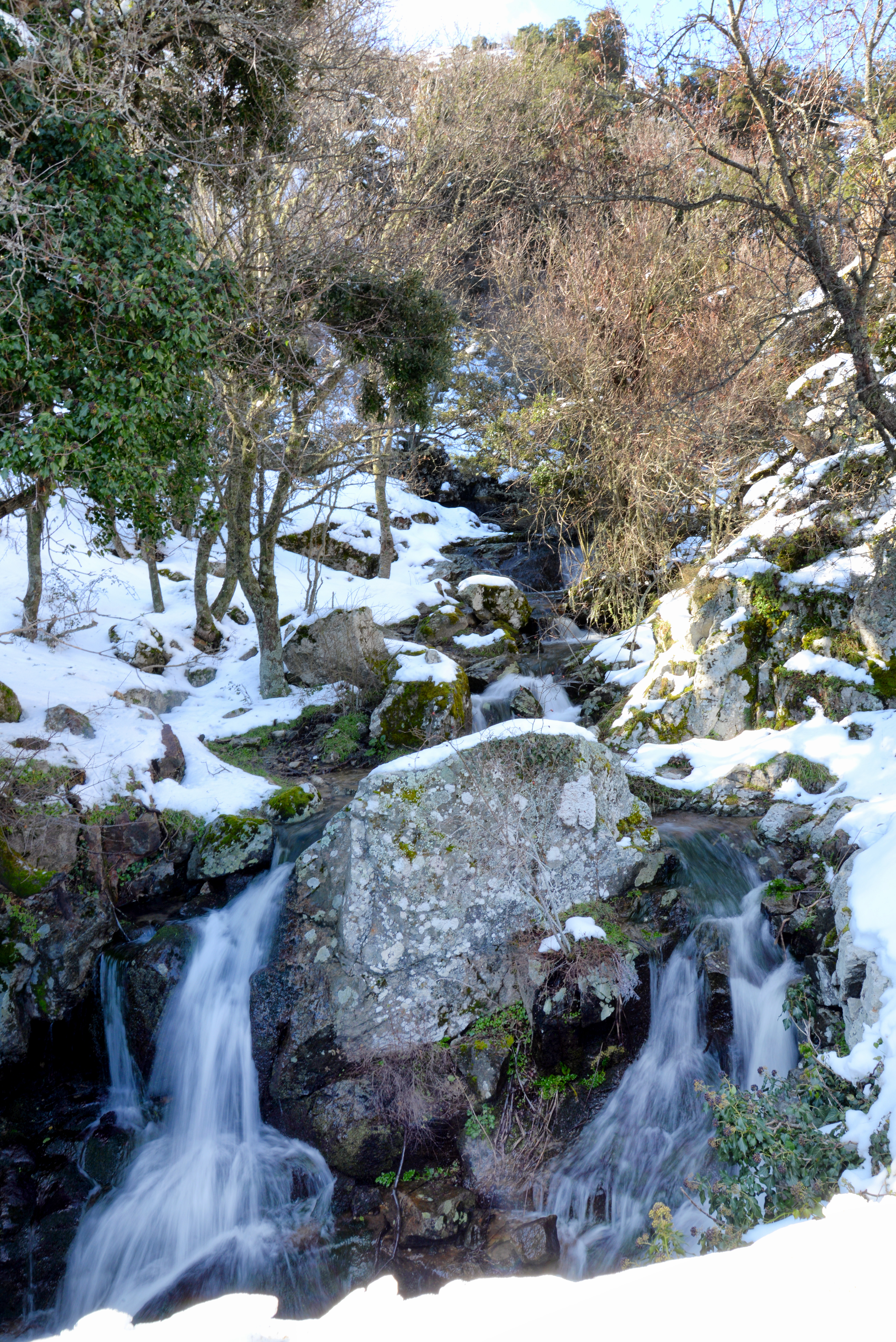
Le ruisseau di Forci, affluent de la Tartagine.

La rivière de Tartagine, affluent de l'Asco, est le principal cours d'eau d'Olmi-Cappella et du Giussani, microrégion dotée d'un riche réseau hydrographique.
Le territoire communal se décompose en deux zones réparties autour du centre habité :
- La zone septentrionale comprend deux principaux ruisseaux, affluents de la Tartagine :
  - ruisseau di Forci ou ruisseau de Loga[2], grossi par les eaux de son affluent, le ruisseau de Bocigione[3] ;
  - ruisseau de Conca[4] affluent du ruisseau de Lagani[5], alimenté par les petits ruisseaux de Garone, Uscio et Querceto.
- La zone méridionale est celle sur la rive droite du bassin versant dans sa haute vallée, de la rivière de Tartagine, affluent de l'Asco. La majeure partie du cours la sépare de Mausoléo sur la partie rive gauche du bassin versant.

### Climat et végétation
Toute la partie orientale de la commune est aride, couverte d'une végétation rase et où les arbres sont rares. Hormis quelques châtaigniers, ce sont surtout des calicotomes épineux, des églantiers de Pouzin et des cistes ras qui couvrent le sol, n'offrant qu'une rare herbe aux bovidés très nombreux en ces lieux peu ou pas clôturés.
Toute la partie occidentale jusqu'aux hauts sommets bornant le Giussani, est occupée par la forêt de Tartagine-Melaja, une forêt composée essentiellement de pins laricio. Elle est traversée par la Tartagine qui prend sa source à 1 870 mètres sur le territoire de la commune, à la naissance d'un ravin entre le Monte Corona (2 144 mètres) et le Capu a u Corbu (2 082 mètres).

### Voies de communication et transports

#### Accès routiers

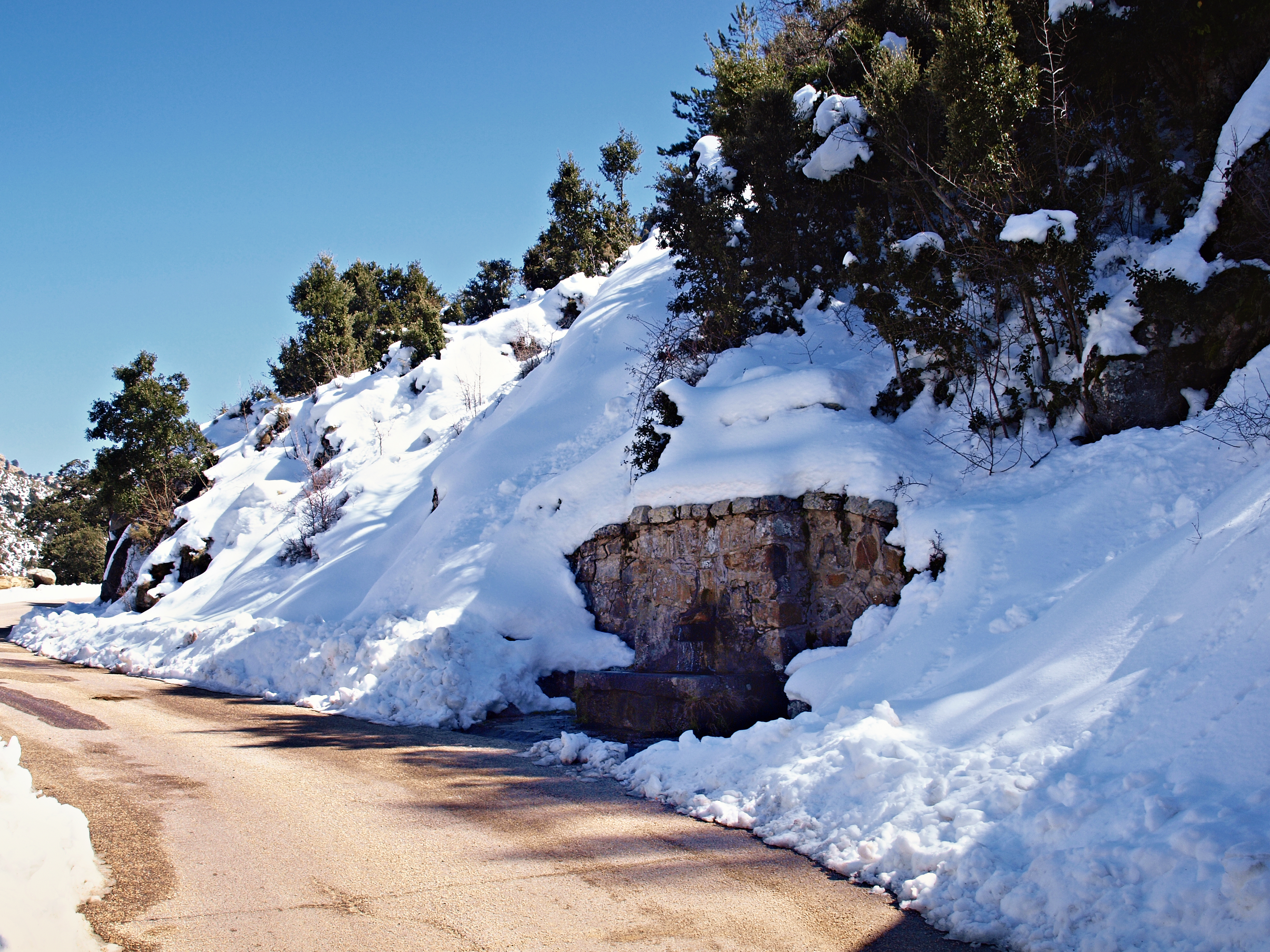
Fontaine d'Ombrese sous Bocca a Croce en bordure de la D 963.

L'accès principal pour Olmi-Cappella reste la route D 963 que l'on emprunte depuis la RN 2197 à 633 mètres d'altitude déjà. Sur ces terres arides, balayées par les vents et brûlées par de fréquents incendies et où le maquis même a du mal à reprendre ses droits, les vestiges d’un ancien système agropastoral sont encore visibles. Tous les reliefs présentent les nombreuses terrasses de culture, les lenze en langue corse qui autrefois permettaient aux habitants de tirer les ressources nécessaires à leur alimentation.
Beaucoup de vaches et leur veau errent sur le chemin, à la recherche en été, d'une maigre herbe sur les bords des routes de ce site aride, sec et inhospitalier, même pour le bétail. Les bêtes sont nourries en temps utiles avec le foin que leur apportent en bottes les éleveurs nombreux dans le milieu rural.
Passé le col de Bocca a Croce (928 mètres) sur la D963, le paysage change complètement. Les hautes montagnes se profilent à l'horizon, les flancs couverts d'une vaste forêt de pins laricio. La route traverse une forêt de châtaigniers et fait découvrir soudain les premières habitations d'Olmi-Cappella et le gros édifice Battaglini.
Quand on vient de Speloncato par la D63, le constat est le même jusqu'à Bocca di a Battaglia (1 099 mètres). Les flancs du Monte Tolu sont arides aussi. Mais une fois le col franchi, la route traverse une chênaie composée d'arbres séculaires jusqu'à la châtaigneraie un peu plus bas, avant d'arriver à Pioggiola. Trois kilomètres seulement séparent les villages de Pioggiola et d'Olmi-Cappella.

#### Transports
Il n'existe pas de moyens de transports publics de voyageurs à Olmi-Cappella qui est distant de 36 km de L'Île-Rousse et de son port de commerce. L'Aéroport de Calvi-Sainte-Catherine est distant par route, de 46 km. Les gares des CFC les plus proches sont : en direction de la Balagne, la gare de Palasca et, en direction de Bastia, Corte ou Ajaccio, la gare de Ponte-Leccia.

## Urbanisme

### Typologie
Olmi-Cappella est une commune rurale, car elle fait partie des communes peu ou très peu denses, au sens de la grille communale de densité de l'Insee,,,.
La commune est en outre hors attraction des villes,.

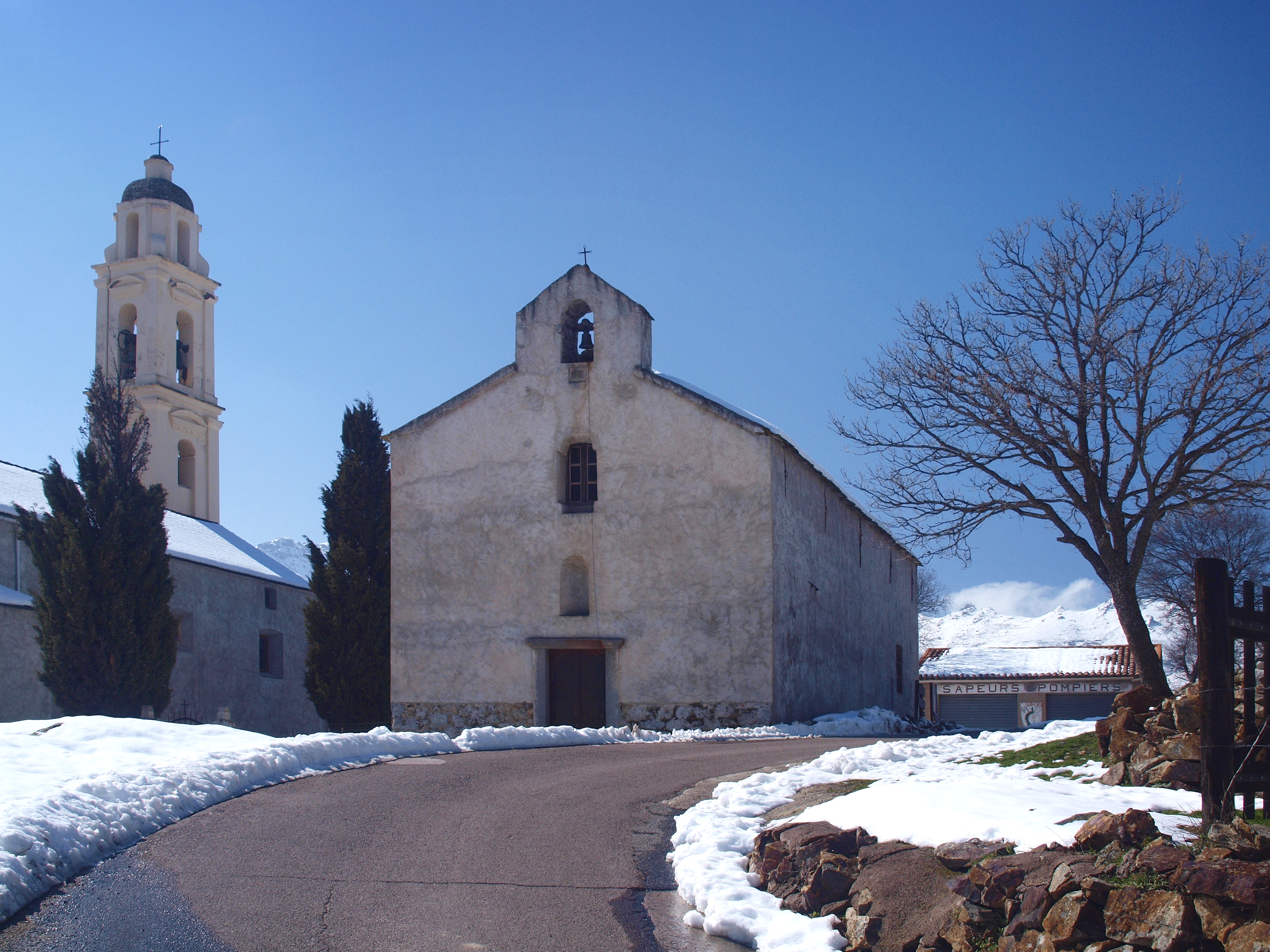
Confrérie Saint-Antoine.

Les 188 habitants d'Olmi-Cappella (sur les 332 que compte le Giussani) se répartissent entre les deux anciens villages Olmi et Cappella de nos jours réunifiés, et leurs hameaux de Acquilacce et de Lecciole.
Le bâti est ancien, très souvent rénové. Subsistent quelques maisons aux murs en pierres apparentes au cœur du village. Les habitations sont construites en terrasses, plein sud comme dans les autres villages du Giussani.
L'entrée du village est marquée par la présence d'un imposant bâtiment, les anciens établissements Battaglini, qui abrite notamment la mairie et la poste.
Remarque sur la population du village : elle a augmenté depuis le démarrage en 2002 de l'activité théâtrale par l'association A.R.I.A. : ce sont près de 150 personnes supplémentaires qui y séjournent à l'année.

### Occupation des sols
L'occupation des sols de la commune, telle qu'elle ressort de la base de données européenne d’occupation biophysique des sols Corine Land Cover (CLC), est marquée par l'importance des forêts et milieux semi-naturels (99,4 % en 2018), une proportion sensiblement équivalente à celle de 1990 (99,6 %). La répartition détaillée en 2018 est la suivante : 
milieux à végétation arbustive et/ou herbacée (60,6 %), espaces ouverts, sans ou avec peu de végétation (21,2 %), forêts (17,6 %), zones urbanisées (0,5 %). L'évolution de l’occupation des sols de la commune et de ses infrastructures peut être observée sur les différentes représentations cartographiques du territoire : la carte de Cassini (XVIIIe siècle), la carte d'état-major (1820-1866) et les cartes ou photos aériennes de l'IGN pour la période actuelle (1950 à aujourd'hui).

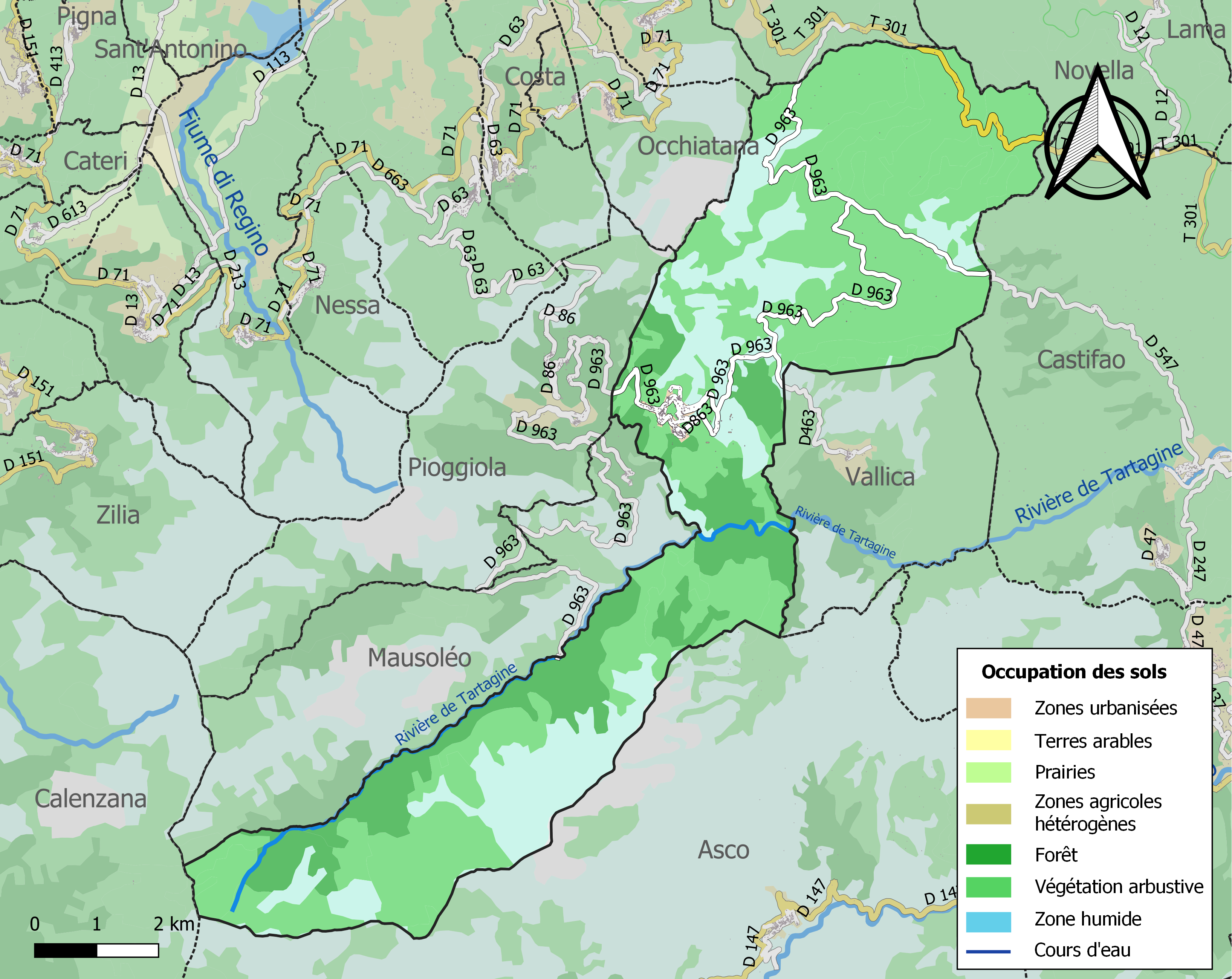
Carte des infrastructures et de l'occupation des sols de la commune en 2018 (CLC).

### Cappella
Cappella se situe dans la partie basse du village, où se trouve le bar Des Amis, l'épicerie Casanova, l'Osteria seul restaurant de la microrégion ouvert toute l'année, etc. Cappella est au départ de plusieurs sentiers permettant de rejoindre les villages voisins et la rivière, de découvrir de nombreux ponts génois.

### Olmi
Olmi est le pendant de Cappella depuis la fusion des deux villages au XVIIIe siècle. Il se situe à une cinquantaine de mètres plus haut que Cappella et est traversé par la route D 963. Une fontaine se trouve en contrebas du sentier patrimonial. Sous le village, se dresse l'église Saint-Nicolas avec autour, la chapelle de confrérie Saint-Antoine, le cimetière et la caserne des sapeurs-pompiers.

### Acquillacce

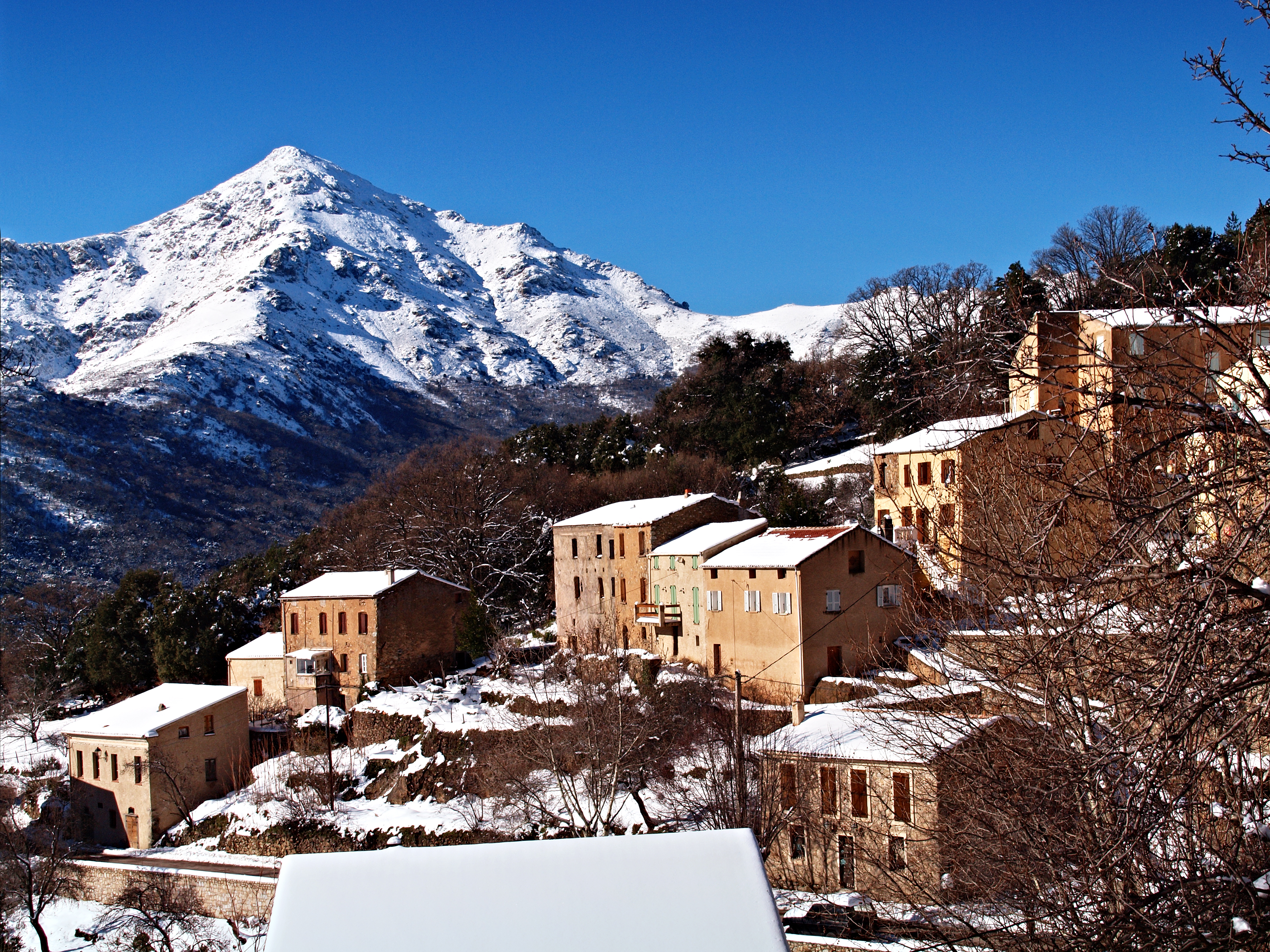
Acquillacce et le San Parteo.

Acquillacce est le hameau au nord du village. S'y trouve l'une des six remarquables fontaines que compte Olmi-Cappella et qui sont situées sur le parcours du Sentier patrimonial.

### Lecciole
Lecciole est le hameau à l'est d'Acquillacce, celui que l'on découvre en pénétrant à Olmi-Cappella. D'Altiani, un petit groupe de maisons un plus au nord avec une fontaine publique, part un sentier pavé menant au site néolithique de l'Escita. Et plus au nord encore, à près de 950 m d'altitude, a été construit le réservoir d'eau du village. Le hameau est desservi par la courte route D 763.

## Histoire
Olmi-Cappella dispose d'un patrimoine historique particulièrement riche.

### Préhistoire
La commune porte de nombreuses traces de cette lointaine époque comme en témoignent les découvertes effectuées sur le site néolithique de l'Escita : mégalithes, enceintes, terrasses, « pierres à cupules », divers matériels de l'industrie lithique. Un mégalithe portant de nombreux signes comparables à ceux de la Petra Frisgiata à Cambia se trouve sur le flanc du Monte Padro. Son approche a été interdite au public par suite de vandalisme.

### Antiquité
Dans l'Antiquité, les Carthaginois, les Phéniciens puis les Romains auraient exploité la forêt de Tartagine.

### Moyen Âge
Il est fait mention pour la première fois d'Olmi dans un acte de donation établi le 16 juillet 1116.
La présence des Maures durant le Haut–Moyen Âge est inscrite dans plusieurs lieux-dits comme Castello di Mori, site préhistorique proche du village et où se trouve une pierre plate et quatre dolmens.
Le territoire faisait partie de la seigneurie des marquis de Massa. En 1070, un certain marquis de Massa de Maremma passa en Corse avec son plus jeune fils. À la limite nord de la commune se dressait le château fortifié aujourd'hui ruiné, de San Colombano qu'il avait fait bâtir. Le castrum était le point de contact entre les pièves d'Ostriconi et de Giussani, alors que les limites de la piève de Tuani et de Caccia sont toutes proches de là. Le castello dont il est mention la première fois en 1289 appartenait alors au marquis Roberto de Massa.
Le Giussani se trouvait dans le ressort du tribunal de Balagne, avec Ostricone, Aregnu, Sant'Andrea, Pino et Olmia. Il était l'une des seize pievi de l'évêché de Mariana.
À la fin du XVe siècle, l'Office de Saint Georges mentionne l'existence d'Olmo et de Cappella.

### Temps modernes
Vers 1520 la pieve de Giussani avait pour lieux habités : la Cappella, l’Olmo, Lecciole, lo Musuleo, Valica, li Porcili, la Piogiola.
La première église piévane de Giussani connue se trouvait à San Giovanni, à 860 m d'altitude à l’est de Cappella.
Sous le Second Empire, l'État s'empare des forêts de Tartagine et de Melaja.
- 1768 - L'île passe sous administration militaire française.
- 1789 - La Corse appartient au royaume de France. Olmi-Cappella se trouve dans la juridiction royale de Calvi et Balagna.
- 1790 -  Avec la Révolution française est créé le département de Corse avec Bastia comme préfecture. Les anciennes communautés ou paroisses prennent le nom de communes.

Le 12 juillet, les cinq diocèses de la Corse (Ajaccio, Aléria, Bastia, Mariana et Nebbio) sont ramenés à un seul, celui d'Ajaccio.
- 1793 - An II. la Convention divise l'île en deux départements : El Golo (l'actuelle Haute-Corse) et Liamone (l'actuelle Corse-du-Sud) sont créés. L'ex-juridiction royale de Calvi et Balagna devient le district de Calvi ; celui-ci est partagé en cantons (ex-pievi), et le canton en communes. la pieve de Giussani à laquelle appartenaient Olmi et Cappella, devient par décret de la Convention du 1er juillet 1793, le canton de Patro dans le district de Calvi, faisant partie du département d'El Golo. La commune est nommée Olmi Cappella.
- 1794 : avec l'aide des Anglais (flotte de l'amiral Hood), Paoli devient maître de presque toute l'île. Londres impose le vice-roi Gilbert Elliot. Mais avec l'arrivée des troupes françaises des généraux Gentile et Casalta débarquées à Macinaggio, les Anglais quittent vite la Corse.
- 1801 - Sous le Consulat[Note 3]. La commune qui apparaît sous le nom Olmi-Cappella au Bulletin des lois en 1801, est toujours dans le canton de Patro, dans l'arrondissement de Calvi et le département d'El Golo.
- 1811 - À la suite du décret du 18 avril fusionnant les départements d'El Golo et du Liamone pour former le département de Corse, le canton du Patro devient celui d'Olmi-Capella.
- 1828 - Olmi-Cappella devient le chef-lieu du canton éponyme[17].

### Époque contemporaine
Olmi-Capella a été chef-lieu de canton de 1793 à 1973.
- 1954 - Le canton d'Olmi-Capella comprenait les communes de Mosoleo, Olmi-Cappella, Pioggiola et Vallica.
- 1973 - Avec la fusion imposée, la commune d'Olmi-Cappella intègre le nouveau canton de Belgodere qui est créé avec les anciens cantons de Muro, Belgodere et Olmi-Cappella.
- 1975 - La Corse est à nouveau partagée en deux départements. Olmi-Capella se trouve dans celui de Haute-Corse.

## Politique et administration

### Liste des maires
| Période                                  | Période  | Identité                          | Étiquette             | Qualité                                                        |
| ---------------------------------------- | -------- | --------------------------------- | --------------------- | -------------------------------------------------------------- |
| 1802                                     | ?        | Paul-Félix Canioni                |                       |                                                                |
| 1804                                     | ?        | François-Antoine Giudicelli       |                       | Docteur en médecine                                            |
| 1818                                     | ?        | Pierre-Félix Battaglini           |                       |                                                                |
| 1826                                     | ?        | Colombani                         |                       |                                                                |
| 8 mai 1835                               | ?        | Pierre Mathieu Fratacci           |                       |                                                                |
| 1841                                     | ?        | Battaglini                        |                       |                                                                |
| 1852                                     | 1864     | Jean-Mathieu Filippini            |                       |                                                                |
| 1864                                     | 1870     | Innocent Renucci                  |                       | Médecin                                                        |
| 1867                                     | ?        | Pierre Grimaldi                   |                       | Adjoint faisant fonction                                       |
| octobre 1870                             | ?        | Pierre Grimaldi                   |                       |                                                                |
| 1872                                     | ?        | Joseph Poletti                    |                       | Médecin                                                        |
| 1878                                     | ?        | François-Marie Colombani          |                       |                                                                |
| 1880                                     | 1883     | Jean-Antoine François Poletti     |                       |                                                                |
| 1885                                     | ?        | Jean-Jourdain Poletti             |                       | Adjoint faisant fonction                                       |
| 1887                                     |          | Antoine- Philippe Filippini       |                       | Médecin                                                        |
| 1892                                     | 1900     | Jean-Félix Fratacci               |                       |                                                                |
| 1900                                     | 1904     | Ignace Antoniotti                 |                       | Adjudant, Médaille militaire, Chevalier de la Légion d'Honneur |
| 1905                                     | ?        | Nicolas Grimaldi                  | Radical               |                                                                |
| 1908                                     | ?        | Antoine Giudicelli                |                       |                                                                |
| 1913                                     |          | Félicien-Emile Giudicelli         | Républicain           | Procureur de la République à Calvi en 1926                     |
| 11 janvier 1916                          |          | Georges Grimaldi                  |                       | Adjoint faisant fonction                                       |
| 1931                                     | 1940     | Jean-Félicien Giudicelli          | Radical               | Magistrat                                                      |
| 1945                                     | 1949     | François-Antoine Louis Giudicelli |                       |                                                                |
| 1960                                     | 1998     | Léon Argenti                      | Radical, MRG puis DVG | Chirurgien dentiste                                            |
| mars 2001                                | En cours | Frédéric Mariani                  | DVG                   | Commerçant                                                     |
| Les données manquantes sont à compléter. |          |                                   |                       |                                                                |

## Population et société

### Démographie
L'évolution du nombre d'habitants est connue à travers les recensements de la population effectués dans la commune depuis 1800. Pour les communes de moins de 10 000 habitants, une enquête de recensement portant sur toute la population est réalisée tous les cinq ans, les populations de référence des années intermédiaires étant quant à elles estimées par interpolation ou extrapolation. Pour la commune, le premier recensement exhaustif entrant dans le cadre du nouveau dispositif a été réalisé en 2008.

En 2022, la commune comptait 187 habitants, en évolution de +5,65 % par rapport à 2016 (Haute-Corse : +5,15 %, France hors Mayotte : +2,11 %).
| 1800 | 1806 | 1821 | 1831 | 1836 | 1841 | 1846 | 1851 | 1856 |
| ---- | ---- | ---- | ---- | ---- | ---- | ---- | ---- | ---- |
| 498  | 786  | 767  | 708  | 730  | 732  | 817  | 829  | 863  |

| 1861 | 1866 | 1872 | 1876 | 1881 | 1886 | 1891 | 1896 | 1901 |
| ---- | ---- | ---- | ---- | ---- | ---- | ---- | ---- | ---- |
| 857  | 868  | 873  | 895  | 866  | 949  | 999  | 936  | 861  |

| 1906 | 1911 | 1921 | 1926 | 1931 | 1936 | 1946 | 1954 | 1962 |
| ---- | ---- | ---- | ---- | ---- | ---- | ---- | ---- | ---- |
| 939  | 969  | 776  | 817  | 622  | 710  | 536  | 428  | 263  |

| 1968 | 1975 | 1982 | 1990 | 1999 | 2006 | 2008 | 2013 | 2018 |
| ---- | ---- | ---- | ---- | ---- | ---- | ---- | ---- | ---- |
| 234  | 222  | 202  | 147  | 143  | 178  | 188  | 182  | 183  |

| 2022 | - | - | - | - | - | - | - | - |
| ---- | - | - | - | - | - | - | - | - |
| 187  | - | - | - | - | - | - | - | - |

### Enseignement
Il existe une école primaire à Olmi-Cappella, abritée dans le bâtiment des anciens établissements Battaglini. Les collèges les plus proches se trouvent à Moltifao (24 km) et à L'Île-Rousse (36 km).

### Manifestations culturelles et festivités
- La fête patronale Saint-Roch (San Roccu) a lieu le 16 août.
- La procession du San Parteo. Le dernier dimanche de juillet est organisée la traditionnelle procession au San Parteo, sommet situé à 1 680 m d'altitude, jusqu'aux ruines d'un oratoire situé à 1 600 m d'altitude sous le mont. Le saint aurait béni la Balagne au Ve siècle.
- A Fiera Muntagnola premier dimanche d'août.

### Santé
Le médecin le plus proche se trouve à Belgodère (21 km).
Les plus proches hôpitaux sont :
- le Centre hospitalier intercommunal Corte Tattone à 52 km ;
- le centre hospitalier de Calvi-Balagne, ex antenne médicale de Balagne (AMU de Calvi), le plus proche hôpital, est distant de 60 km ;
- le Centre hospitalier de Bastia à 80 km,

Les ambulanciers les plus proches se trouvent également à Ponte-Leccia ( 32 km), de même que les masseurs kinésithérapeutes.
Un infirmier est installé au village.

### Cultes
L'église paroissiale San Niculau relève du diocèse d'Ajaccio.

### Vie locale
Le cœur du village se situe à Olmi où se trouvent les quelques commerces existants : épicerie, bar, restaurant, le centre de lutte contre les incendies, ainsi que l'église paroissiale, avec en contrebas, le cimetière.

### Sports

#### Randonnées

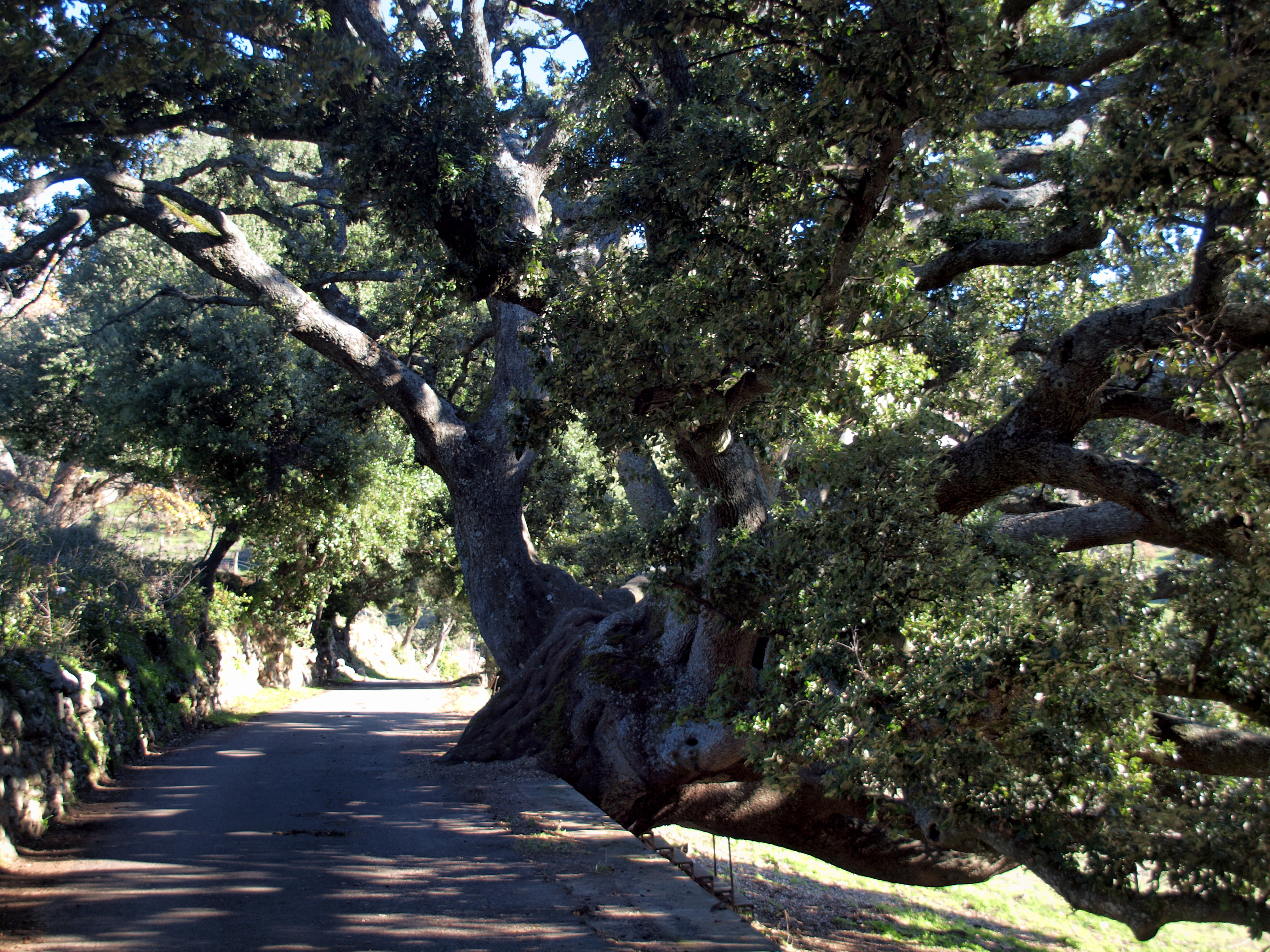
Le plus gros chêne vert de Balagne (?).

- Balade et randonnée libre à dos d'âne avec Balagn'âne (siège à Olmi-Cappella), membre de la Fédération nationale des ânes et randonnées, et éleveur d'ânes.
- Le sentier patrimonial d'Olmi-Cappella. Il permet de se balader dans et autour d'Olmi-Cappella pour en découvrir ses richesses ; fontaines, sites, places et aussi le plus gros chêne vert de Balagne (?) comme écrit sur un panneau d'information. Son balisage est de couleur orange et des fiches sont disponibles à l'office de Tourisme du Giussani au bâtiment Battaglini.
- Le sentier d'Olmi-Cappella à Belgodère. Long d'une dizaine de kilomètres, il fait découvrir le site historique de l'Escita, les ruines de l'église Sant'Antonio (Belgodère) et d'un four datant du XVe siècle en franchissant Bocca a a Leccia (1 093 mètres ). Il faut compter près de 3 heures pour « descendre » d'Olmi-Cappella à Belgodère et rajouter près d'une heure dans le sens inverse. Son balisage est en bleu.
- Le Sentier Corte - L'Île-Rousse. Olmi-Cappella est une étape du sentier entre Asco et Speloncato. Ce sentier passe notamment par Bocca di Croce d'Olu (1 097 m) au nord et par Bocca di Laggiarello (1 232 m) au sud.
- Le GR 20 ne traverse pas la commune. Toutefois il est possible, depuis la maison forestière de Tartagine, de rejoindre le refuge de l'Ortu di u Piobbu sur le GR en franchissant Bocca di Tartagine (1 852 m).
- Depuis la maison forestière de Tartagine il est également possible de rejoindre la vallée d'Asco par la Bocca di l'Ondella, col à 1 835 m d'altitude. Le sentier traverse la forêt de Tartagine, monte au col à travers une luxuriante végétation d'aulnes odorants, avant de plonger vers la Maison du Mouflon à la confluence du ruisseau de la Tassineta (prolongement du ruisseau de l'Ondella) avec la rivière Asco.

## Économie
L'agriculture de montagne représentait la faible économie locale. Élevage d'ovins, de caprins et de bovins, d'ânes plus récemment, culture de la châtaigne, et fabrication de biscuiteries insulaires sont les seules activités rurales. À noter un léger regain du tourisme estival dans cette microrégion trop longtemps restée hors des circuits touristiques avec l'existence sur la commune, de plusieurs établissements de restauration et d'un hôtel.
Depuis 2002, l'association A.R.I.A. a créé un regain d'activité au sein de la microrégion.

## Culture locale et patrimoine

### Lieux et monuments
- Le monument aux morts.
- Les six fontaines publiques du village. Elles sont sur le circuit du sentier patrimonial.

#### Anciens établissements Battaglini

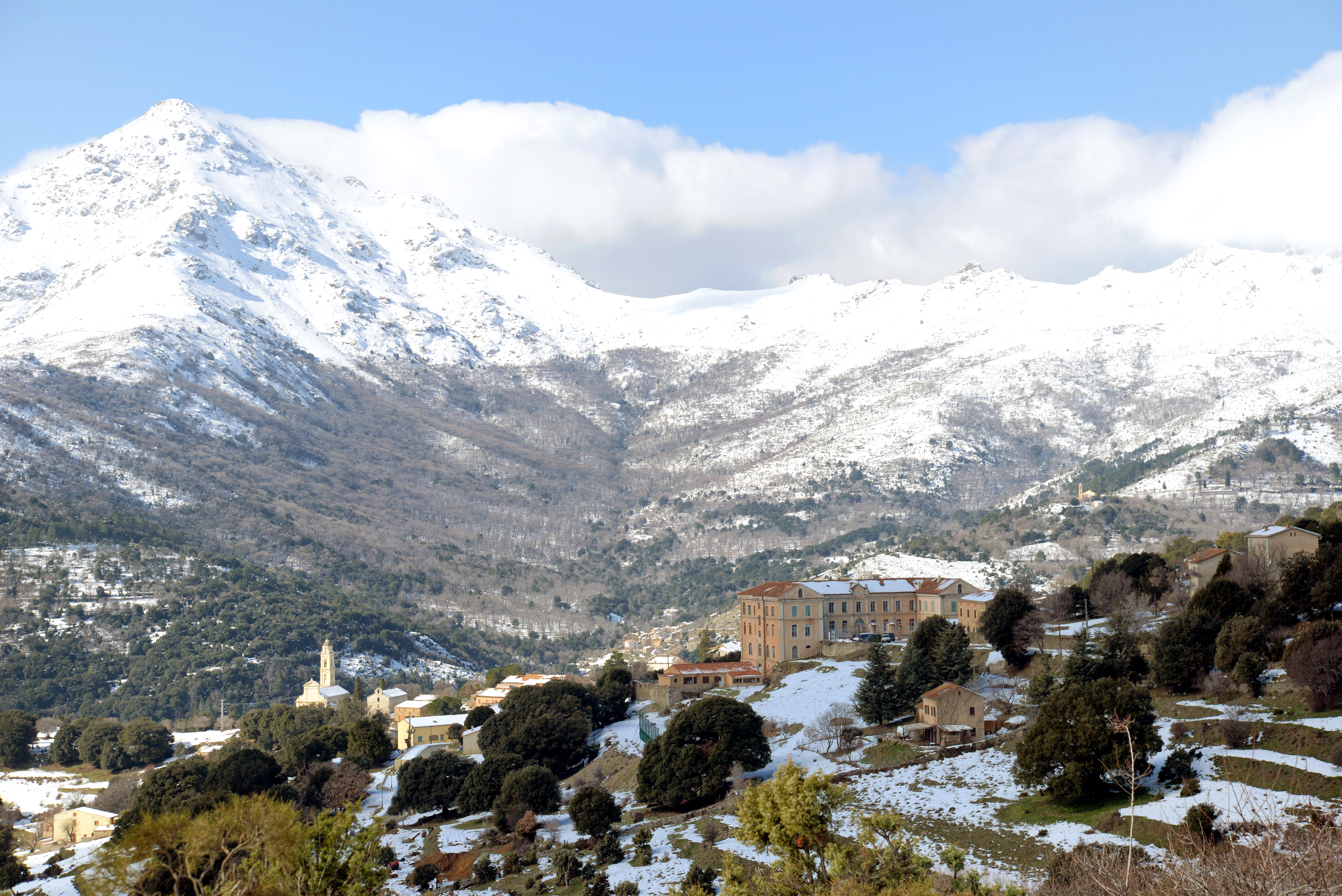
Les anciens établissements Battaglini.

Cet imposant bâtiment a été construit en 1902 grâce au don d'un « enfant du pays », un négociant ayant fait fortune en Égypte au XIXe siècle. C'était le premier collège édifié en Balagne. L'ensemble comprenait alors six classes plus une classe préparatoire à l'École normale, six appartements de fonction, la mairie, le bureau des Postes, le tribunal d'instance et un bureau des douanes. Avec le temps, la microrégion s'est désertifiée et des administrations ont fermé leurs bureaux.
De nos jours, la mairie et la poste occupent toujours leurs locaux ; le collège a laissé place à l'école avant d'être déplacée dans l'ancien foyer rural, avec la crèche. Le bâtiment a été réhabilité récemment ; des chambres (capacité pour 72 personnes) et une cuisine ont été aménagées pour accueillir et abriter les nombreux stagiaires de l'A.R.I.A.

#### Église SaintNicolas

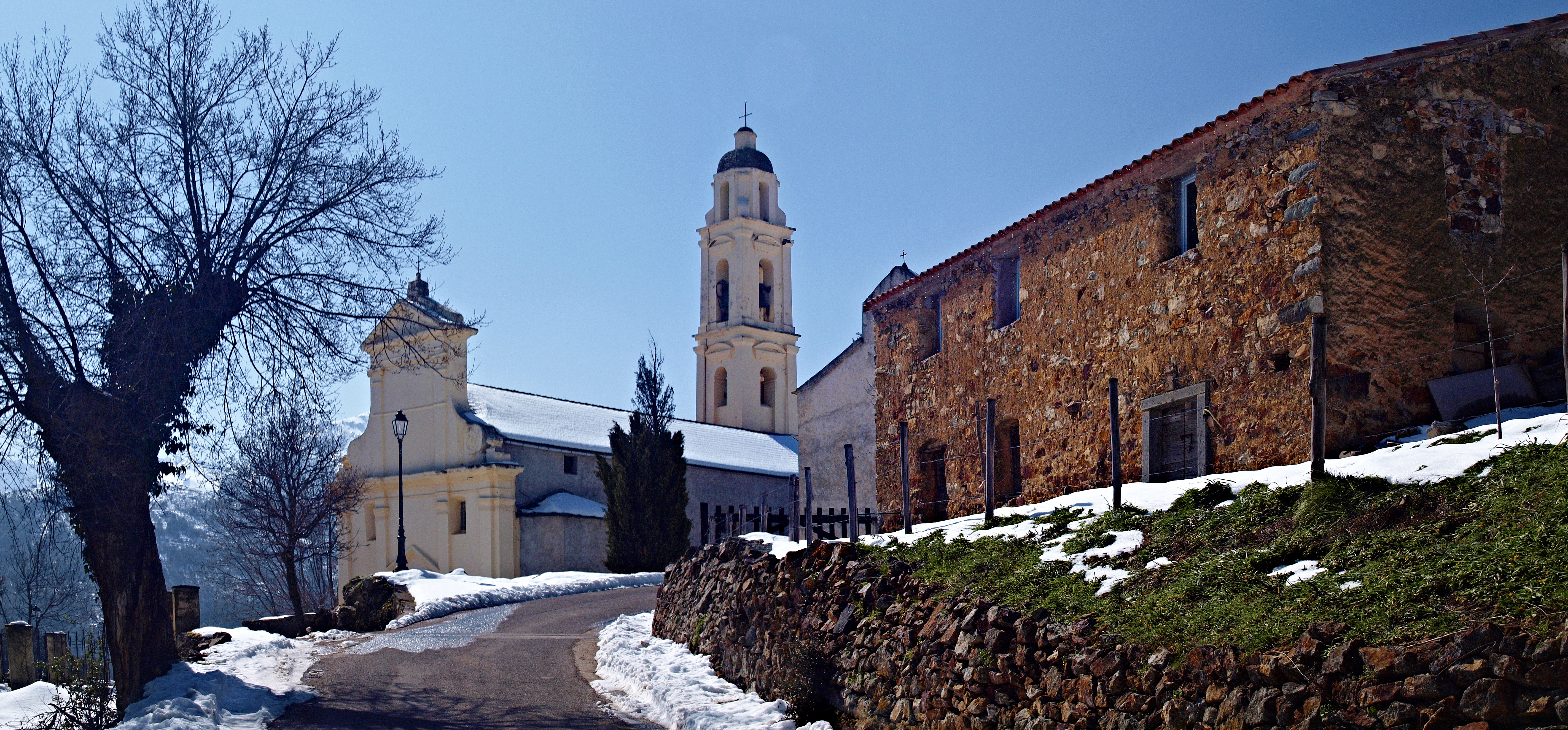
Église Saint-Nicolas et chapelle de confrérie.

L’église paroissiale baroque San Niculau a été construite à la fin du XVIe siècle, utilisant des éléments architecturaux du roman tardif provenant d'une précédente église. Au début du XVIIe siècle une voûte remplace la charpente romane. Pour parer à la menace d’effondrement de la voûte, les murs ont été récemment consolidés et renforcés, présentant une épaisseur démesurée.
L'église renferme un tableau d'autel Saint Antoine abbé, saint Philippe Néri, saint Jacques et saint Georges au pied de la Vierge à l'Enfant avec cadre, œuvre attribuée à Nicolao Castiglioni, peintre bastiais dont l'activité est attestée entre 1627 et 1651. Propriété de la commune l'œuvre est classée aux Monuments historiques par arrêté du 24 juillet 2002.

#### Chapelle de confrérie Saint-Antoine Abbé
Dite  A Casazza, la chapelle est celle de l'ancienne confrérie Sant’Antone Abbate (Saint-Antoine Abbé) qui a fusionné le 12 mai 1995, avec les autres confréries du Giussani pour créer la nouvelle confrérie San Parteu. Elle est située à côté de l'église Saint-Nicolas.

### Équipement culturel

#### L’A.R.I.A.

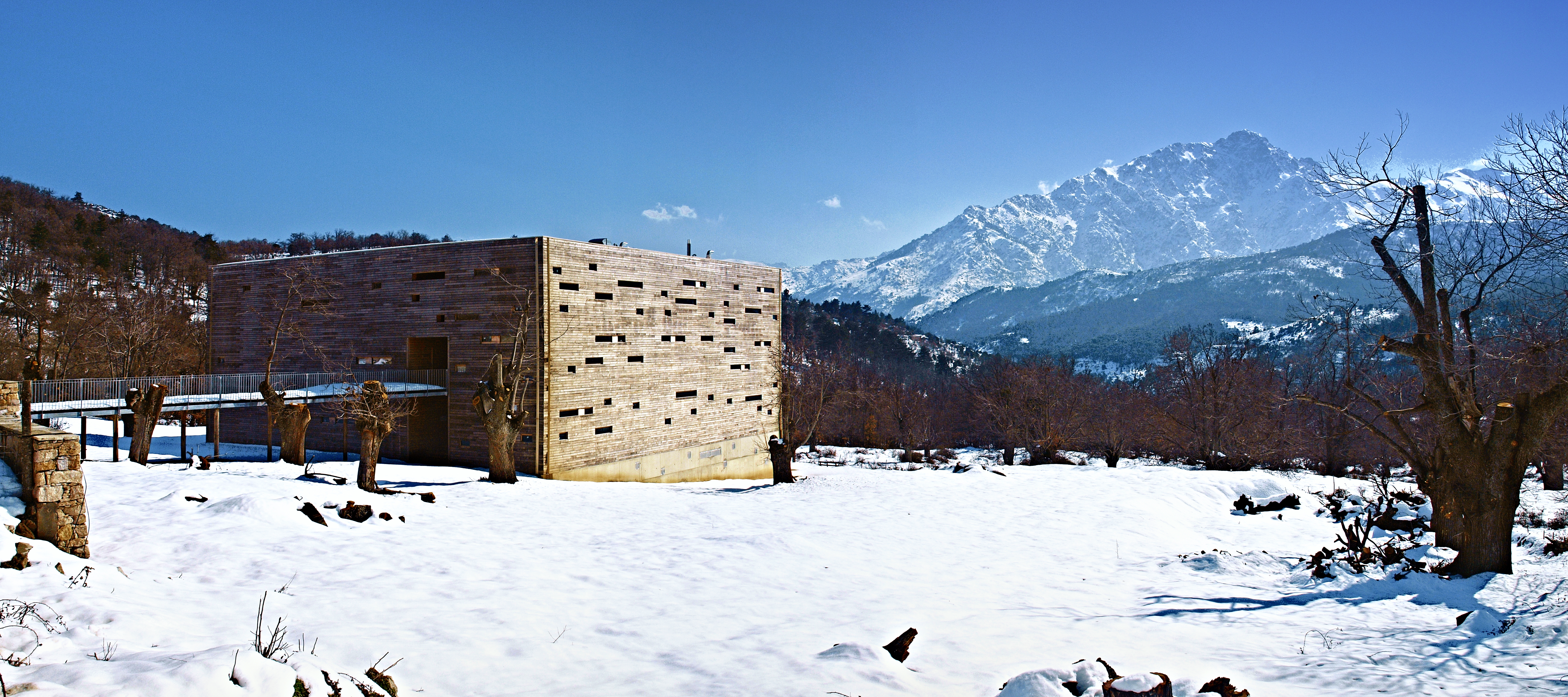
L'outil théâtral A Stazzona.

L'A.R.I.A. (Association des Rencontres Internationales Artistiques) est une association d’éducation populaire, artistique et culturelle, créée en 1998 par le comédien Robin Renucci. Elle est un pôle d’éducation et de formation par la création théâtrale en milieu rural et par le biais d'échanges entre comédiens de divers horizons.
L'association dont le siège est Établissement Battaglini à Olmi-Cappella, a pour président Robin Renucci.
Le pôle théâtral A Stazzona (La Forge) se veut l'outil principal de l'association. Il est l'œuvre du Syndicat mixte du Giussani, avec le soutien financier de l'État, de la Collectivité de Corse et du département de la Haute-Corse. L'édifice en bois de pin laricio bâti dans la forêt de châtaigniers de Pioggiola, a été inauguré en 2010. L'édifice est l'œuvre des architectes Dominique Villa et Jean Michel Battesti.

### Patrimoine naturel

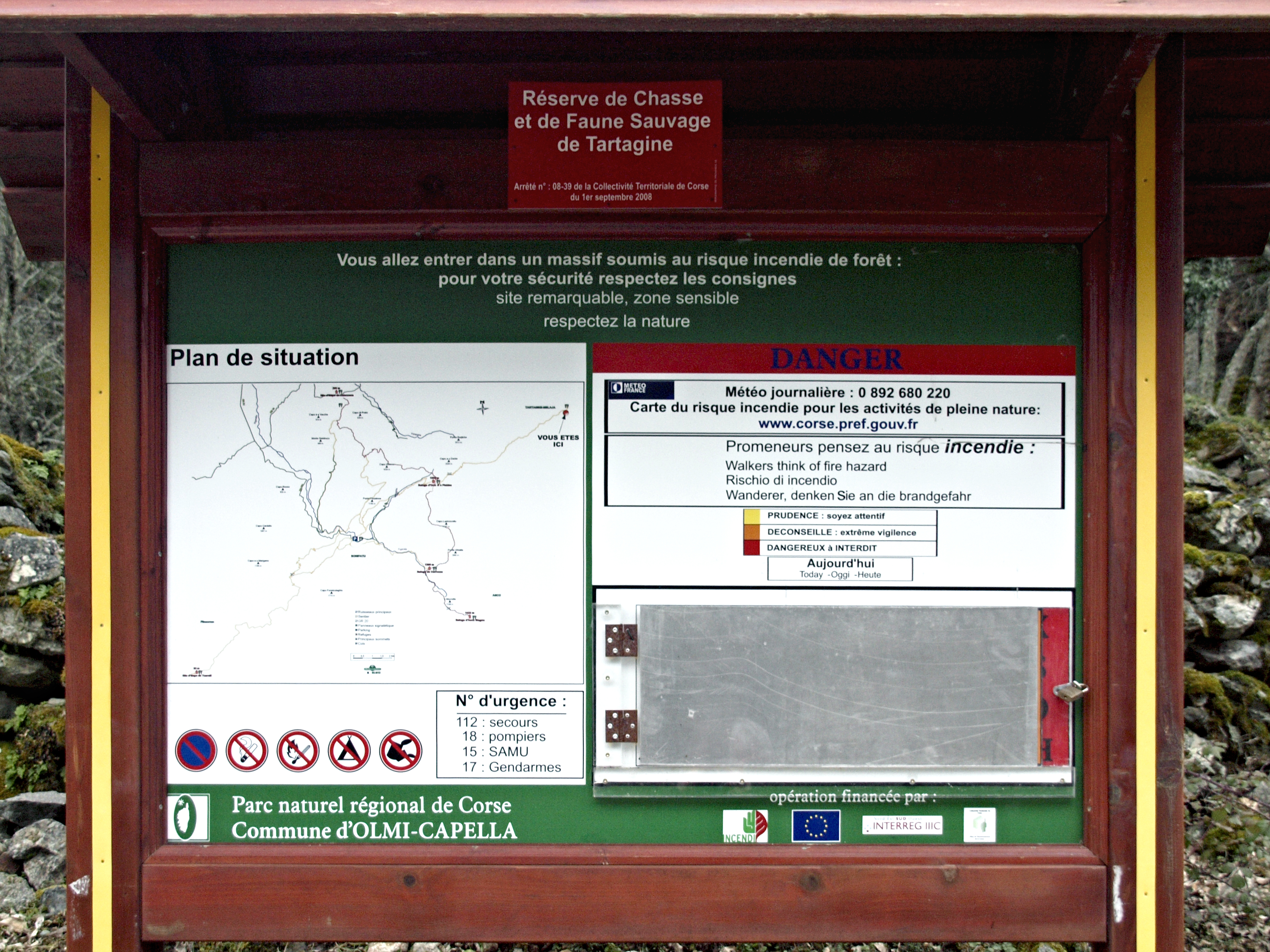
Informations à l'entrée en forêt de Tartagine.

#### Site néolithique de l'Escita
Le site est proche du lieu-dit Altiani au nord du village à 1 000 mètres d'altitude. Il est aisément accessible par le sentier patrimonial d'Olmi-Cappella.

#### Parc naturel régional
Olmi-Cappella est une commune adhérente au Parc naturel régional de Corse, dans son « territoire de vie » appelé Caccia-Ghjunsani.

#### ZNIEFF
Olmi-Cappella est concernée par quatre ZNIEFF :
Chênaie de Vallica.
Cette ZNIEFF 940004205 (2e génération) constitue un vaste espace naturel caractéristique des vallées montagnardes corses. Elle concerne les communes d'Asco, d'Olmi-Cappella, de Vallica et Mausoleo. La végétation est dominée par de vastes chênaies vertes.
Chênaie pubescente de Pioggiola.
Cette ZNIEFF 940004191 (2e génération) constitue un vaste espace naturel caractéristique des vallées montagnardes corses. D'une superficie de 162 ha sur les communes d'Olmi-Cappella et de Pioggiola, elle s'étend sur des pentes exposées au nord et à l'ouest, qui se présentent sous l'aspect d'un cirque boisé dominé par la Cima di Tornabue (1 285 m) et le col de Battaglia (1 099 m), au nord-est de Pioggiola. La végétation est dominée par de vastes chênaies vertes. « De ce col, le contraste est saisissant entre le versant balanin, complètement asylvatique et les pentes boisées du Giussani. La zone concernée est constituée d'une futaie claire à chêne pubescent qui s'est développée sur d'anciennes terrasses de cultures. De belles châtaigneraies sont également présentes sur cette zone. La strate arbustive est très peu développée en raison du couvert arboré et du pâturage ».
Crêtes et hauts versants asylvatiques du Monte Cinto.
Olmi-Cappella fait partie des seize communes comprises dans la zone naturelle d'intérêt de2e génération nommée « ZNIEFF 940004233 - Crêtes et hauts versants asylvatiques du Monte Cinto ».
Cette vaste ZNIEFF qui comprend l'ensemble du haut massif du Cinto au sens large, est constituée en grande partie par des roches d'origine volcanique (rhyolites).
Forêt d'altitude de Tartagine-Melaja.
Elle offre de vastes possibilités de balades et de randonnées. L'ancienne maison forestière devenue privée est aujourd'hui un gîte d'étape.
La forêt d'une superficie de 1 347 ha, est classée en zone naturelle d'intérêt écologique, faunistique et floristique. Elle est partagée entre les communes d'Olmi-Cappella, de Pioggiola et de Mausoléo.

#### Natura 2000
Olmui-Cappella est concernée par trois zones de Protection Spéciale (Dir. Oiseaux) :
Chênaies et pinèdes de Corse.
Le site de la directive "Oiseaux" nommé FR9412008 - Chênaies et pinèdes de Corse, couvre une superficie de 686 ha. 80 % de celle-ci bénéficie d'une protection, au titre de parc naturel régional. Seules sont concernées par l'arrêté du 5 janvier 2006 en Haute-Corse, les communes de  Castifao, Lama, Moltifao, Olmi-Cappella et Urtaca. Les oiseaux visés sont l'Accipiter gentilis arrigonii et la Sitta whiteheadi.
Forêts territoriales de Corse.
Le site de la directive "Oiseaux" nommé FR9410113 - Forêts territoriales de Corse, couvre une superficie de 13 223 ha, 76 % en Haute-Corse et 24 % en Corse-du-Sud, selon l'arrêté du 26 octobre 2004. Il bénéficie d'une protection à divers titres, notamment de celles des forêts domaniales et de parc naturel régional (100 %). Les oiseaux visés sont Aquila chrysaetos, Accipiter gentilis arrigonii et Sitta whiteheadi.
Haute vallée d'Asco, forêt de Tartagine et aiguilles de Popolasca.
Le site de la directive "Oiseaux" nommé FR9410107 - Haute vallée d'Asco, forêt de Tartagine et aiguilles de Popolasca, couvre une superficie de 8 400 ha, 100 % en Haute-Corse comprenant les communes de Asco, Castiglione et Olmi-Cappella, selon l'arrêté du 26 octobre 2004. Il bénéficie d'une protection à divers titres, notamment de celles de parc naturel régional (100 %). Les oiseaux visés sont Aquila chrysaetos, Milvus milvus, Gypaetus barbatus, Accipiter gentilis arrigonii et Sitta whiteheadi.

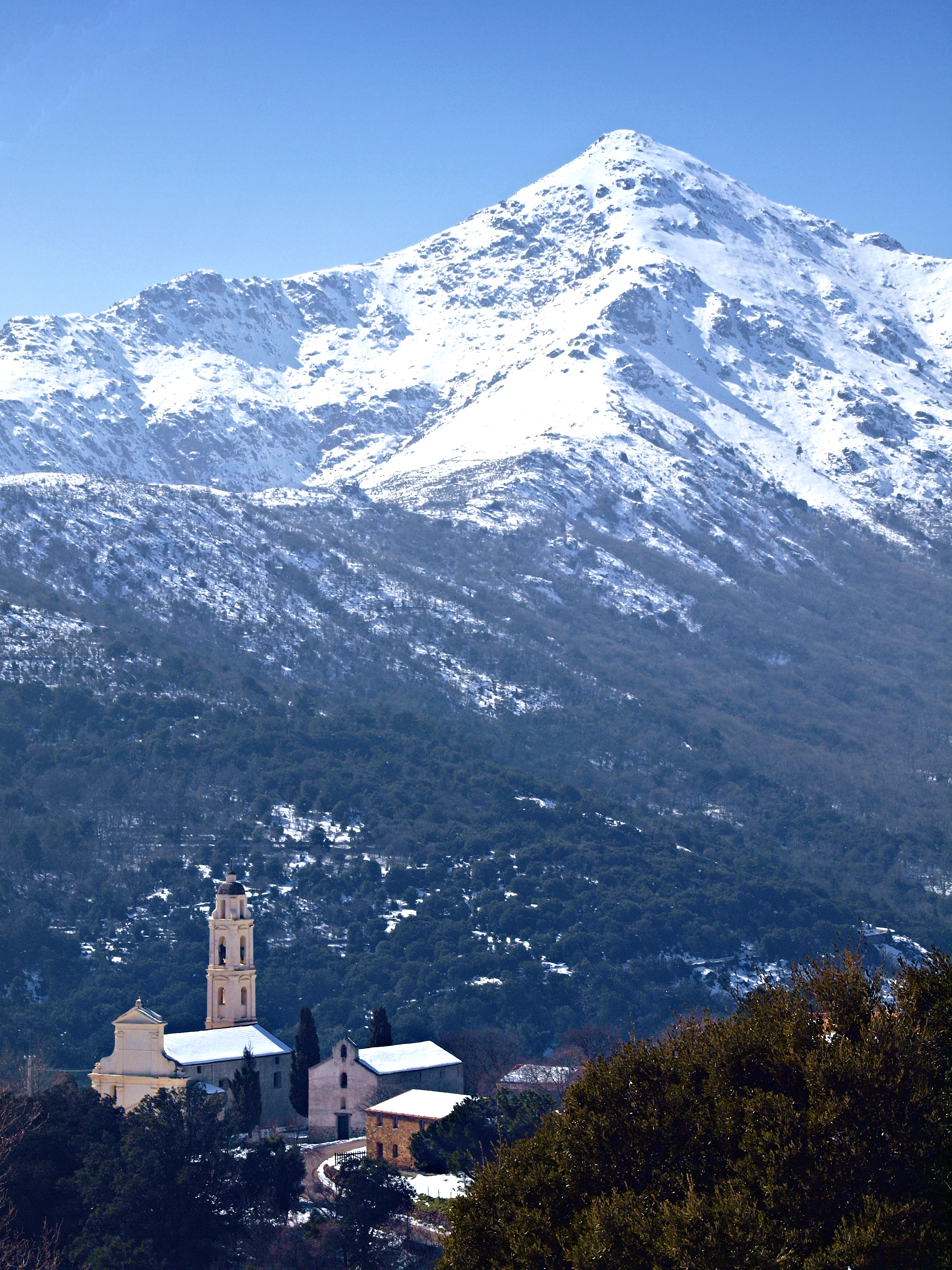
L'église Saint-Nicolas et le San Parteo.
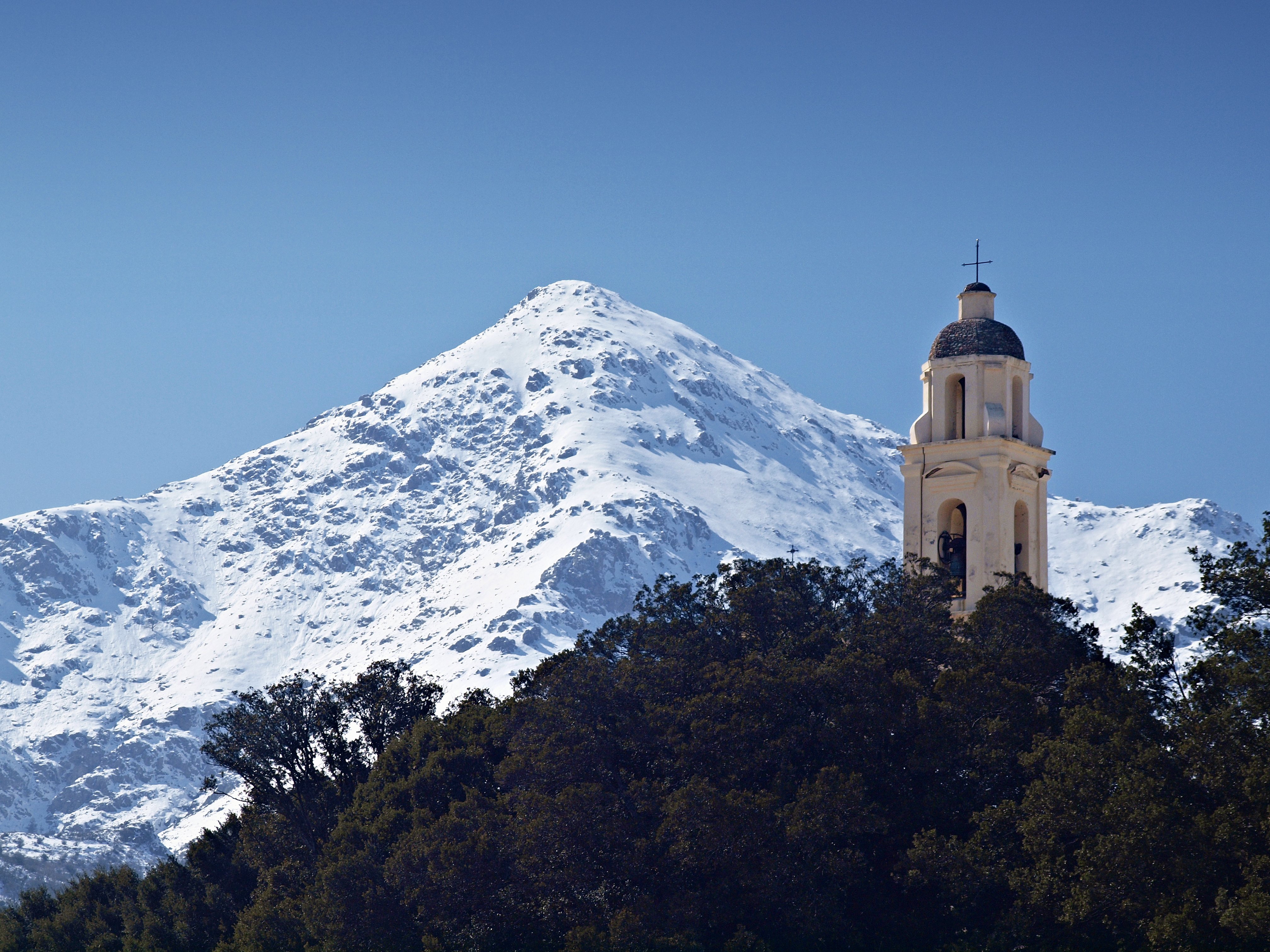
Clocher de l'église Saint-Nicolas et le San Parteo.
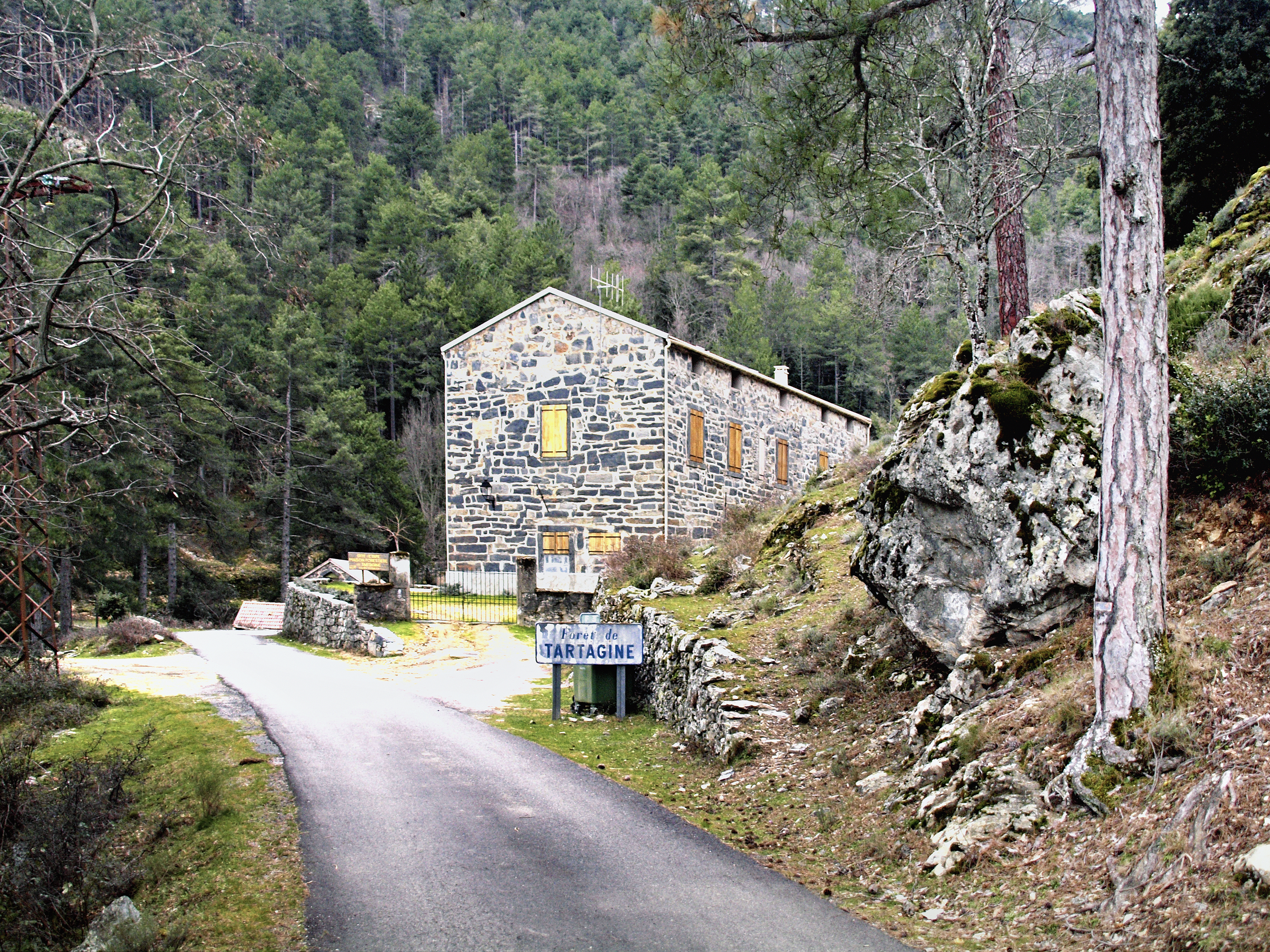
Maison forestière de Tartagine.
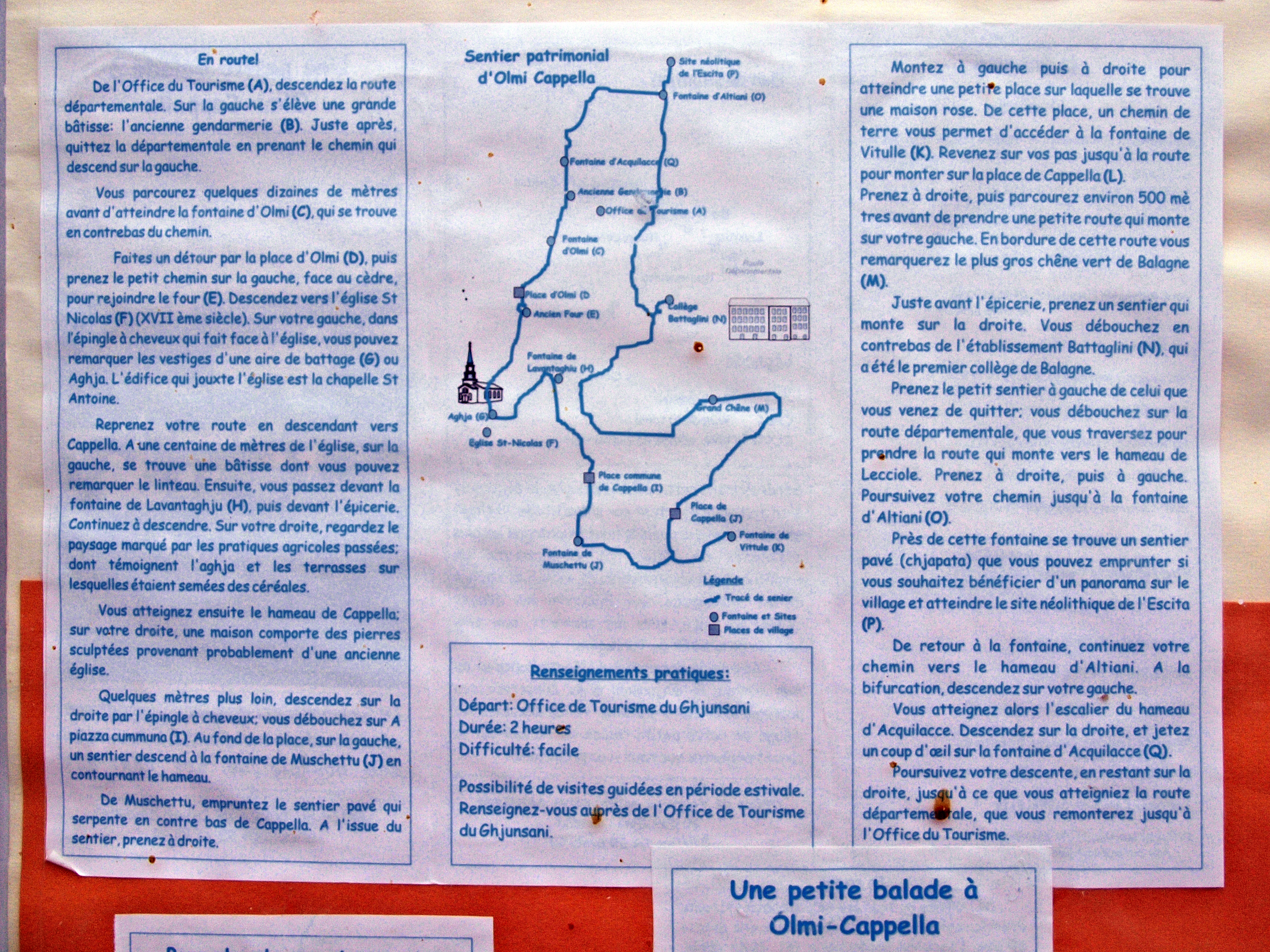
Le sentier patrimonial.

### Personnalités liées à la commune
- Robin Renucci, acteur originaire de Pioggiola dans le Giussani.

## Héraldique
| Blason de Olmi-Cappella | Blason  | Tiercé en pairle renversé: au 1 de gueules à l'orme arraché d'or, au 2 d'azur à une montagne de sinople* chargée d'une chapelle d'argent, fermée de tenné, ajourée de sinople et campanée d'argent, au 3 d'argent à un rencontre de mouflon de tenné soutenu d'une trangle ondée d'azur. * Il y a là non-respect de la règle de contrariété des couleurs : ces armes sont fautives (sinople sur azur). |
| Blason de Olmi-Cappella | Détails | Créé par JF Binon. Sur document de la mairie, 2023. |